# Christine Aaftink
Christine Jacoba Aaftink (* 25. August 1966 in Abcoude) ist eine ehemalige niederländische Eisschnellläuferin. Zwischen 1987 und 1996 errang sie bei den nationalen niederländischen Meisterschaften 19 Titel und nahm dreimal an Olympischen Winterspielen teil.

## Werdegang
Christine Aaftink war Ende der 1980er Jahre und zu Beginn der 1990er Jahre in ihrem Heimatland auf den Sprintstrecken die dominierende Läuferin. Sie gewann zwischen 1987 und 1994 siebenmal die nationalen Sprintmeisterschaften und wurde auf den Einzelstrecken über 500 Meter siebenmal in Folge und über 1000 Meter fünf Mal in Folge Niederländische Meisterin. 
International landete sie nach ihrem Debüt im Weltcup im November 1986 mit einem achten Platz bei der Sprintweltmeisterschaft 1988 im US-amerikanischen West Allis einen ersten Achtungserfolg. Mit dieser Leistung qualifizierte sie sich für die Olympischen Winterspiele in Calgary, wo sie als bestes Ergebnis einen 12. Platz über 1000 m erreichte. In den Folgejahren verbesserte sie sich kontinuierlich: bei der Sprintweltmeisterschaft 1989 im heimischen Heerenveen wurde sie Fünfte. 1990 lag sie nach dem ersten Lauf über 1000 m in Führung, musste sich aber am Ende mit Platz 3 der Gesamtwertung zufriedengeben. Im Jahr darauf führte sie bei der Weltmeisterschaft in Inzell erneut nach dem ersten Tag die Wertung an, fiel aber nach einem schwächeren zweiten Tag auf den dritten Rang zurück. 
1992 reiste sie als eine der Favoritinnen zu den Olympischen Winterspielen nach Albertville, verpasste dann mit einem fünften Platz über 500 m und einem vierten Platz über 1000 m eine Medaille jeweils knapp. Ihre dritte Olympiateilnahme 1994 in Lillehammer verlief für sie enttäuschend. Über 500 Meter wurde sie 19., über 1000 m 20. 
Sie beendete ihre internationale Karriere 1996 mit einem fünften Platz über 1000 Meter bei den erstmals ausgetragenen Einzelstreckenweltmeisterschaften.
Nach ihrem Rücktritt war sie für den Königlich-Niederländischen Eisschnelllauf-Verband (KNSB) tätig. 2007 gab sie ihre Tätigkeit auf und konzentriert sich seither auf die Arbeit in einem Fitnesszentrum.

## Ergebnisse
| Jahr | Niederl. Meisterschaften Einzelstrecken | Niederl. Meisterschaften Sprint | Sprint- weltmeisterschaften | Einzelstrecken- weltmeisterschaften | Olympische Winterspiele |
| ---- | --------------------------------------- | ------------------------------- | --------------------------- | ----------------------------------- | ----------------------- |
| 1987 | Bronze 500 m Bronze 1000 m              | Gold                            |                             |                                     |                         |
| 1988 | Silber 500 m                            | Gold                            | 8.                          |                                     | 17. 500 m 12. 1000 m    |
| 1989 | Bronze 500 m Silber 1000 m              | Gold                            | 5.                          |                                     |                         |
| 1990 | Gold 500 m Gold 1000 m                  | Gold                            | Bronze                      |                                     |                         |
| 1991 | Gold 500 m Gold 1000 m                  | Silber                          | Bronze                      |                                     |                         |
| 1992 | Gold 500 m Gold 1000 m                  | Gold                            | 7.                          |                                     | 5. 500 m 4. 1000 m      |
| 1993 | Gold 500 m Gold 1000 m                  | Gold                            | 9.                          |                                     |                         |
| 1994 | Gold 500 m Gold 1000 m                  | Gold                            | 28.                         |                                     | 19. 500 m 20. 1000 m    |
| 1995 | Gold 500 m Silber 1000 m                | Bronze                          | 11.                         |                                     |                         |
| 1996 | Gold 500 m Silber 1000 m                | Silber                          | 12.                         | 5. 1000 m                           |                         |